# Porto Rico nos Jogos Paralímpicos de Verão de 1988
Porto Rico participou dos Jogos Paralímpicos de Verão de 1988, que foram realizados na cidade de Seul, na Coreia do Sul, entre os dias 15 e 24 de outubro de 1988.
A equipe porto-riquenha obteve 3 medalhas, das quais uma de ouro, e terminou a participação na trigésima sexta posição no quadro de medalhas.